# La pecera
La Pecera és una pel·lícula dramàtica de Puerto Rico dirigida per Glorimar Marrero Sánchez, que es va estrenar el gener de 2023 al Festival de Cinema de Sundance. Tracta sobre una dona que rebutja més tractament després de ser diagnosticada de càncer que torna a casa seva a Vieques, una illa del Carib que pertany a Puerto Rico, que actualment està sent afectada per l'huracà Irma.

## Argument

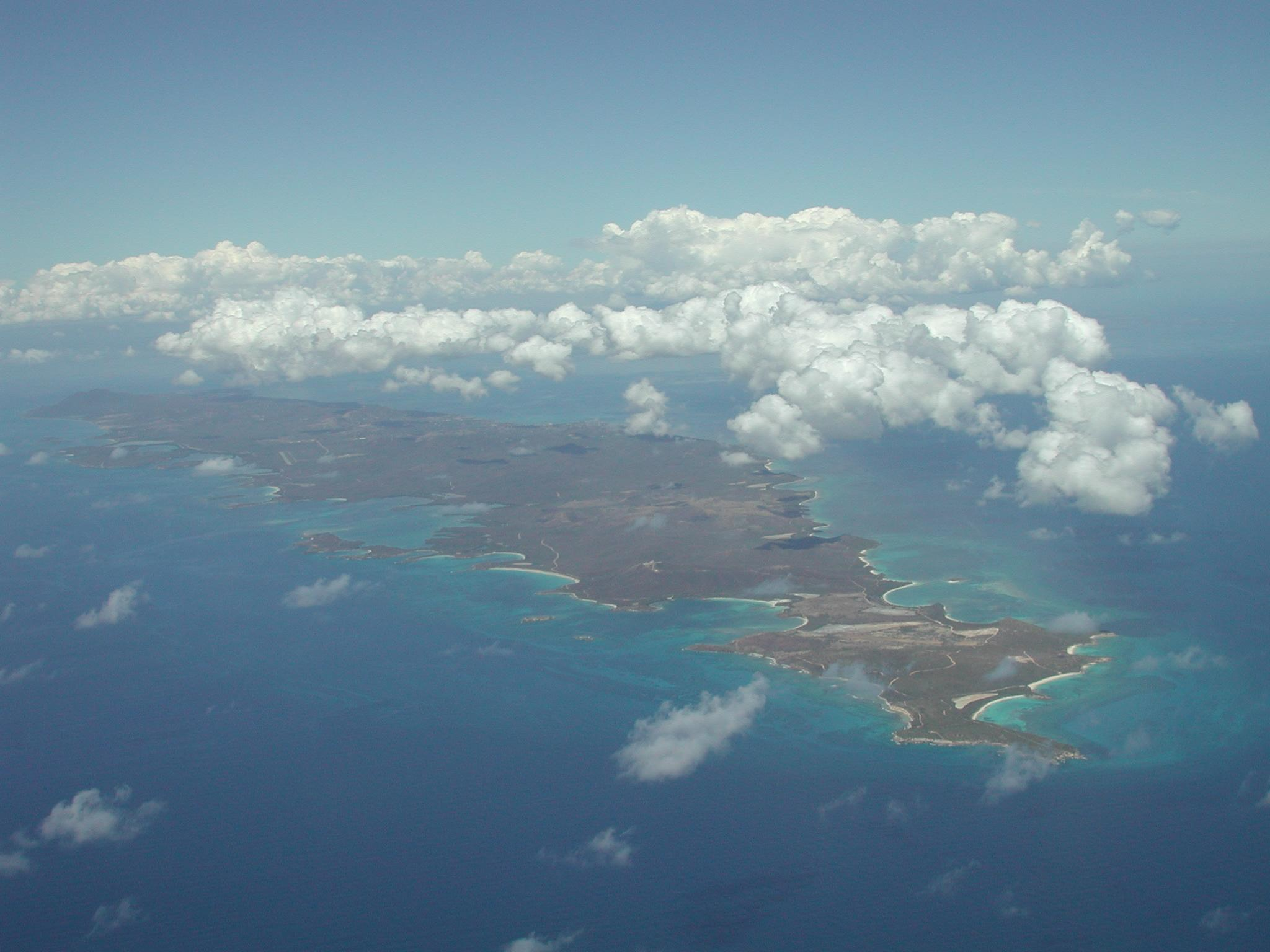
L'illa de Vieques vista des de l'aire

Després d'anys de remissió, el càncer de Noelia ha tornat i s'està estenent ràpidament. Esgotada pels règims de tractament implacables i les píndoles que li fan més mal que bé, decideix aturar el tractament i busca una altra sortida. Torna a la seva ciutat natal de Vieques, una illa del Carib que pertany a Puerto Rico, on va créixer. Després de dècades d'operacions de l'exèrcit estatunidenc, està contaminada per tones de deixalles de guerra.
Mentre Noelia intenta que la seva família respecti la seva decisió i l'huracà Irma s'acosta a l'illa, coneix un grup d'activistes mediambientals.

## Repartiment
- Isel Rodríguez: Noelia
- Magalí Carrasquillo
- Maximiliano Rivas
- Modesto Lacen
- Carola García
- Anamin Santiago
- Georgina Borri

## Producció
La Pecera és el llargmetratge de debut de la cineasta porto-riquenya Glorimar Marrero Sánchez, que la va dirigir i també va escriure el guió. Treballa de manera interdisciplinària i les seves obres s'han mostrat a Amèrica Llatina, EUA i Europa. La pel·lícula està inspirada en la pròpia història de vida de ls directors i es va fer després de la mort de la seva mare el 2013. Va començar a escriure la primera versió del guió cinc mesos després. “En aquell moment volia explicar una història lligada a la malaltia i al procés del final de la vida, però no volia treballar-la des d'una perspectiva biogràfica. La història de l'illa de Vieques em va inspirar i es va convertir en l'espai natural ideal per a aquesta història”, diu la directora. Per aquest motiu, va optar per ambientar la pel·lícula a Vieques, on la Marina dels EUA va dur a terme proves militars durant més de sis dècades, que van provocar que avui es troben tones d'escombraries a l'illa i un terç de el territori de l'illa està tancat als porto-riquenys. A més, els viequenses tenen una incidència de càncer un 30 per cent més alta que la resta dels seus compatriotes.
La porto-riquenya Isel Rodríguez interpreta el paper principal, Noelia. Altres protagonismes masculins són el porto-riqueny Magalí Carrasquillo i l'espanyol Maximiliano Rivas. La música de la pel·lícula va ser composta per Sergio de la Puente, que ha treballat en el passat amb directors com Antonella Sudasassi i Miguel Ferrari. L'àlbum de la banda sonora va ser llançat per a la seva descàrrega per Ebony and Ivory el maig de 2023.
La pel·lícula es va estrenar el 24 de gener de 2023 al Festival de Cinema de Sundance A finals de gener i principis de febrer de 2023, la pel·lícula es va projectar al Festival Internacional de Cinema de Göteborg. El juny de 2023 es va projectar al Mediterranean Film Festival Split. També es va estrenar als cinemes de Puerto Rico el juny del 2023 i als cinemes d'Espanya el juliol del mateix any el 26 de juliol, distribuït per Elamedia Estudios. Es projectarà al Festival Internacional de Cinema de Palm Springs el gener de 2024.

## Recepció

### Crítica
De les ressenyes que figuren a Rotten Tomatoes, el 92 per cent són positives.

### Reconeixements
Festival Internacional Dies de Cinema de Xipre 2023
- Premi a la Millor pel·lícula (Glorimar Marrero Sánchez)[10]

Festival international du film de La Roche-sur-Yon 2023
- Nominació al Certament Internacional[11]

Festival Internacional de Cinema de Göteborg 2023
- Nominació al Concurs Ingmar Bergman[6]

XXXVIII Premis Goya
- Nominació al Goya a la millor pel·lícula estrangera de parla hispana

Mostra Internacional de Cinema de São Paulo 2023
- Nominació al Concurs de Nous Directors (Glorimar Marrero Sánchez)[12]

Festival Internacional de Cinema de Seattle 2023
- Atorgat amb el Gran Premi del Jurat al Concurs Iberoamericà[13]

Festival de Cinema de Sundance
- Nominació al World Cinema Dramatic Competition